# Arik Einstein
Arik Einstein (hebr. אריק איינשטיין; ur. 3 stycznia 1939 w Tel Awiwie, zm. 26 listopada 2013 tamże) – izraelski piosenkarz i autor piosenek.

## Życiorys
W młodości był członkiem organizacji Ha-Szomer Ha-Cair. Zdobył tytuł mistrzowski juniorów w skoku wzwyż. Przyjęto go do elitarnej Brygady Nachal Sił Obronnych Izraela.
Pierwszy album wydał w 1957 wraz z Lehakat Ha-Nachal (zespołem muzycznym utworzonym w ramach Nachalu). Płyta nosiła tytuł Carich Lichjot (Trzeba żyć). Początkowo występował pod pseudonimem Ari Goren’ (hebr. ארי גורן). Jego współpraca z Szalomem Hanochem i grupą Ha-Churchillim (הצ'רצ'ילים; „Churchille”) zaowocowała pionierskimi na izraelskim rynku muzycznym albumami rockowymi.
W 1964 zagrał wraz z Chaimem Topolem w nominowanej do Oscara komedii Salach Szabati, filmie ukazującym chaos panujący w Izraelu w czasach imigracji.
Wydał ponad 50 albumów, zarówno solowych, jak i z grupami Bacal Jarok (hebr. בצל ירוק; „Zielona Cebula”), Szliszijat Geszer Ha-Jarkon (שלישיית גשר הירקון; „Most Jarkon Trio”), Ha-Chalonot Ha-Gwohim (החלונות הגבוהים; „Wysokie Okna”).